# Labeatis Fossae
Das Grabensystem Labeatis Fossae befindet sich in der Ascuris Region auf dem Mars.